# Swiss Fort Knox

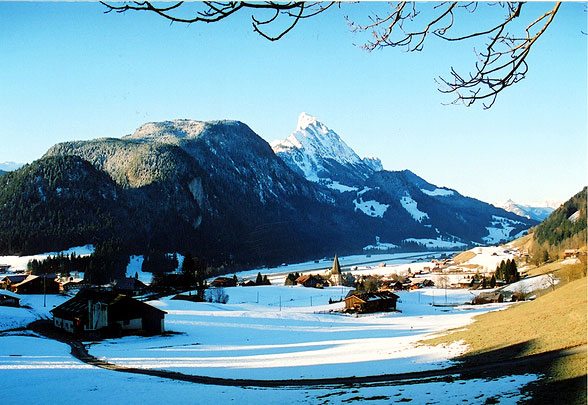
Swiss Fort Knox
(pod druhým vrcholem zleva)

Swiss Fort Knox je komplex tvořený dvěma velkými, zabezpečenými datovými centry ve švýcarských Alpách. Byl vystavěn pro bezpečné uchovávání dat v elektronické podobě. Disponuje informačními technologiemi v bezpečném prostoru pro dlouhodobé ukládání dat jednotlivců, skupin, malých i velkých firem.

## Základní popis
Z důvodu zvýšení odolnosti proti případnému poškození dat, je komplex rozdělen do Swiss Fort Knox I a Swiss Fort Knox II na pomezí bernského a vaudského kantonu, poblíž městeček Saanen a Zweisimmen jsou hermeticky uzavřené a představují ochranu proti předpokládaným útokům jak počítačového i vojenského charakteru nebo přírodní katastrofy. Swiss Fort Knox je umístěn ve vojenských tvrzích ve Švýcarsku z dob studené války. Služby bezpečného ukládání a zálohování dat využívá na 30 zemí světa.

## Historie
Jako každému novému projektu bezpečnostního a mezinárodního charakteru předchází studie zájmu potenciálních zákazníků, finančního zabezpečení projektu a rozfázování realizace do více etap výstavby. U podobných projektů se zvažují i možná bezpečnostní rizika vyplývající z realizace projektu.
| rok  | událost[3]                                                                                           |
| ---- | --- |
| 1992 | Studie trhu a proveditelnosti                                                                        |
| 1992 | Základní vyhodnocení umístění ve švýcarských Alpách                                                  |
| 1993 | Jednání se švýcarskou armádou                                                                        |
| 1994 | Uzavřena dohoda mezi švýcarskou armádou a soukromou společností pro civilní využití tvrze            |
| 1995 | Zpracován konstrukční a developerský projekt na Swiss Fort Knox v Saanen (SFK II)                    |
| 1996 | Zahájení provozu a aktivace služeb pro první zákazníky                                               |
| 1999 | SISPACE: zahájení služby pro Data Protection a Vital Data Archive                                    |
| 2000 | Projekční fáze rekonstrukce technického vybavení v SFK II                                            |
| 2001 | Prováděcí fáze celkové revitalizace v SFK II                                                         |
| 2001 | Příprava Swiss Fort Knox v Zweisimmen (SFKI) – zdvojení zálohování                                   |
| 2003 | Redundantní připojení k síti, SIAG dodává první šifrované zálohování / Archiv-Service Siscap         |
| 2005 | Rozšíření síťového propojení, SWISSVAULT uvádí službu zálohy po internetu pro malé a střední podniky |
| 2007 | Uvedení do provozu nového nouzového napájení ve SFK II                                               |
| 2008 | Uvedení do provozu nové vysoce výkonné chladicí soustavy ve SFK II                                   |
| 2008 | SIAG zahajuje odborné zajištění spolupráce "Proseco"                                                 |
| 2010 | SWISSVAULT přechází na MOUNT10                                                                       |
| 2010 | Uložení digitálního genomu do Swiss Fort Knox[2][4][5]                                               |

## Bezpečnost
Technologie Swiss Fort Knox je postavena a zaměřena na vyloučení možných rizik ze strany vlastního personálu tak i vnějšího pokusu napadení uložených dat. Data jsou ukládána po zašifrování a jištěna proti ztrátě jak selháním paměťového nosiče tak selháním IT technologie.

### IT bezpečnost
Elektronický přístup k datům je vícenásobně jištěn a on-line monitorován. Mezi ochrany přístupu k datům patří šifrovaná SSL/VPN linka, šifrování dat je zahájeno již u zákazníka 448bitovým klíčem, webový přístup je šifrován pomocí SSL, klienti musí používat digitální certifikáty (PKI architektura), certifikáty mají implementován RSA (RSA Keon, RSA BSAFE a samotný RSA), bezpečnostní ID uživatele a Binary Patching. Data jsou pro zajištění HW spolehlivosti ukládána na 5 RAIDových diskových polích.

### Fyzická bezpečnost
Z hlediska zajištění přírodních katastrof a událostí, samo umístění objektu v podzemí tvořeném skalním masivem a dříve vybráno armádou zajišťuje ochranu proti požárům, sesuvům půdy, zemětřesení, záplavám a vzdušným vírům. Přístup do objektu je chráněn několika bezpečnostními zónami od vnějšího monitorování pohybu až po interní monitoring s nezaměnitelnou identifikací osob. Přístup do objektu je možný i pro vybrané klienty a však pouze do klientských prostor. Vlastní úložiště dat, jeho provoz i pomocné technologie objektu jsou bezobslužné, což eliminuje možnou chybu obsluhy nebo záměr sabotáže.

### Technologická a provozní bezpečnost
Systémy Swiss Fort Knox za běžného provozu využívají externí zdroje energie i materiál. Pro případ bezpečnostní události jsou objekty schopny pracovat nezávisle na okolním prostředí. Pro tyto případy jsou instalovány záložní generátory elektrického proudu, pohotovostní baterie pro překlenutí doby výpadku externího napájení a náběhu generátorů, vlastní úpravna pitné i technologické vody a systém chlazení technologií, který pro chlazení využívá spodní vody. Důležitým zajištěním bezpečnosti je i odolnost proti jadernému výbuchu, kdy jsou objekty, vzhledem ke svému umístění v podzemí, odolné proti přímému účinku těchto zbraní (záblesk, teplo, tlaková vlna, radiace) ale i proti EMP. S možností jaderné události souvisí i možnost chemického a biologického útoku. Z tohoto důvodu jsou objekty vybaveny vlastní přetlakovou ventilací a zásobníky, jejíž provoz zamezuje vniknutí nefiltrovaného vzduchu do objektů. Pro naléhavé situace je v objektu pamatováno s dočasným ubytováním a stravováním osob, které se v dané situaci v objektu nacházejí.

## IT technologie

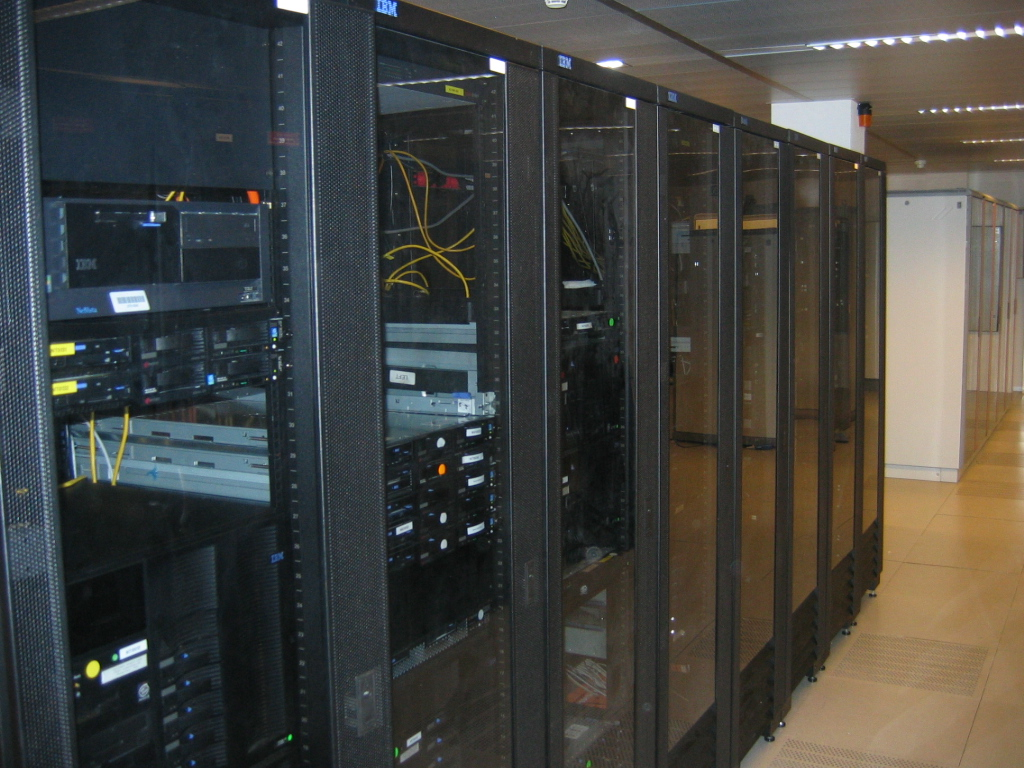
Příklad datového centra se skříněmi serverů a technologie ukládání dat

### Server Housing
Server Housing je vystavěn jako odolný server s vysokými požadavky na bezpečnost a odolný vůči různým krizovým situacím.

### Záložní datové centrum
Záložní datové centrum je vybaveno zálohovacími systémy s možností dalšího rozšíření podle potřeby.

### Pohotovostní provozní centrum
Pohotovostní provozní centrum a organizační infrastruktura provozu objektu koncipována pro rychlé, kvalitní a operativní služby pro klienty. Pro zvláštní situace disponuje komplex i nouzovým ubytováním osob.

## Klientská struktura
Klientská struktura je rozčleněna do čtyř skupin pro různé zájemce o ukládání dat.
| klient | charakteristika [10] |
| ------ | --- |
| SOLO   | Zákazníkem může být fyzická osoba (i pro domácí, soukromé, využití) nebo malá firma. Zákazník může denně zálohovat osobní informace jako emaily, dokumenty a jiné. O komunikaci s datovým centrem se stará specializované programové vybavení. Charakteristika: Počet licencí: 1, velikost zálohy až 2,5TB, sdílený prostor záloh.[11] |
| COMBO  | U zákazníka se předpokládá, že se jedná o malou kancelářskou společnost (např. právníci, lékaři). Zálohování firemních dat z neomezeného počtu firemních počítačů. Charakteristika: neomezený počet licencí, zálohování databází, velikost zálohy až 5TB, sdílený prostor záloh.[12] |
| ECO    | Zákazníci profilu mohou být malé i opravdu velké firmy a koncerny. Charakteristika: neomezený počet licencí, zálohování databází, velikost zálohy neomezena, oddělený prostor záloh.[13] |
| PRO    | Tento profil je určen pro vysoce sofistikované firmy, případně pro mobilní IT-technologie. Sběrné úložiště dat je umístěno u zákazníka a integrované v rámci podnikové sítě. Přes rychlé síťové připojení je zajištěn efektivní proces zálohování. Data uložená na StorageCenter jsou přenášena do databáze speciálního TwinCenter ve Swiss Fort Knox. Charakteristika: neomezený počet licencí, zálohování databází, velikost zálohy neomezena, lokální StorageCenter, oddělený prostor záloh.[14] |

## Organizační struktura
Na provozu a správě komplexu se podílejí tři firmy, z nichž každá zabezpečuje část technologie
MOUNT10 – Swiss Fort Knox zabezpečení pro každého uživatele IT
Mount10 zabezpečuje zálohování dat, bezpečný a ověřený přístup klientů k datům přes internet.
SIAG – Swiss Private Bank for digital assets (Švýcarská privátní banka pro digitální aktiva)
Společnost SIAG se zaměřuje na zákaznickou ochranu informací tuzemským i zahraničním zákazníkům.
SISPACE
Společnost se stará o správu záznamů a ochranu dat a archivaci interních operací.